# Buzz! Světový kvíz
Buzz! Světový kvíz je kvízová hra vydaná v roce 2009 na konzole PlayStation 3 a PlayStation Portable. Je v pořadí třetí hra na konzoli PlayStation 3 a čtvrtá na PlayStation Portable z řady her kvízů Buzz!. Ve hře odpovídáte na více než 5000 otázek doplněné videi a hudbou. V České republice vyšla v kompletní české verzi - texty i dabing v češtině.